# Jack Mercer
Jack Mercer (Worthington, Indiana, 13 de enero de 1910 – Nueva York, 4 de diciembre de 1984) fue un animador y actor de voz estadounidense. Es conocido por hacer la voz de Popeye.

## Biografía
Mercer comenzó su carrera en los dibujos animados como aprendiz de animador en Fleischer Studios. Cuando William Costello, la voz original de Popeye (1933-35), presentó dificultades al trabajar, fue despedido. Varias personas ocuparon su puesto hasta que Lou Fleischer oyó a Mercer cantar la canción de Popeye. El primer dibujo animado de Mercer fue King of the Mardi Gras (1935). Mercer continuó haciendo la voz del marino para los Fleischer, para Famous Studios (1942-57) de Paramount, una serie para televisión de King Features Syndicate, y otra serie animada de televisión (1978), producida por William Hanna y Joseph Barbera. Mercer hizo además otras voces de dibujos animados, incluyendo todas las voces de El gato Félix entre 1959 y 1960. Mercer también hizo la voz de los sobrinos de Popeye, el rey de Gulliver's Travels (1939), y varias voces de Mister Bug Goes to Town (1941).
Mercer además escribió guiones para varios dibujos animados como Deputy Dawg y Milton the Monster, también hizo algunos para Popeye.
Vivía en Nueva York, pero se trasladó a Miami, Florida cuando Flesicher Studios se ubicó ahí. Cuando Famous Studios estuvo al mando de los dibujos animados de Popeye, Mercer regresó a Nueva York. A fines de los años 70 vivió en Los Ángeles durante un corto periodo, pero se mudó a Queens, Nueva York donde murió en 1984.
Su primera esposa fue Margie Hines, quien hizo la voz de Oliva Olivo entre 1939 y 1944.